# Kościół św. Floriana w Uszwi
Kościół św. Floriana w Uszwi – rzymskokatolicki kościół parafialny, znajdujący się w miejscowości Uszew, w powiecie brzeskim województwa małopolskiego.

## Historia kościoła
Obecna świątynia została wzniesiona w latach 1801-1806. Konsekrowana została 13 czerwca 1824 roku przez biskupa tarnowskiego Grzegorza Tomasza Zieglera. Podczas remontu w 1896 roku zostały zmienione m.in. okna świątyni. Pod koniec lat 40. XX wieku została wybudowana obecna sygnaturka.
Świątynia została zbudowana w stylu barokowo-klasycystycznym określanym często jako "józefiński", od imienia cesarza austriackiego Józefa II Habsburga. Składa się z nawy i węższego prezbiterium, zamkniętego prostokątnie, przy którym została dostawiona od strony północnej zakrystia. Nad zachodnią częścią nawy nadbudowana jest wieża, z dwoma pomieszczeniami z lewej i prawej strony, którą obejmuje bryła korpusu. Od strony południowej do nawy jest dostawiona mała kruchta. Budowla nakryta jest dachami dwuspadowymi z wieżyczką na sygnaturkę z latarnią. Wieża jest zwieńczona gzymsem i wysoką ośmiokątną nadstawą z baniastym dachem hełmowym z latarnią. Wnętrze nakrywają sklepienia żaglaste oparte na gurtach, spływające na filary przyścienne, między którymi znajdują się płytkie wnęki. Polichromia wnętrza o charakterze figuralnym i ornamentalnym została wykonana przez malarza Jana Witkowskiego.
W skład wyposażenia kościoła wchodzą: ołtarz główny, barokowo-klasycystyczny z początku XIX w., z obrazem św. Floriana; ołtarze boczne z I poł. XVIII wieku; dwa ołtarze barokowo-klasycystyczne z pocz. XIX wieku. Ponadto rokokowa ambona z II poł. XVIII w. i XIX-wieczna chrzcielnica.